# Атлантическая сепиелла
Атланти́ческая сепие́лла (лат. Sepiella ornata) — вид головоногих моллюсков из отряда каракатиц (Sepiida). Обитает на мелководье атлантического побережья Африки. Попадается в качестве прилова при траловой ловле каратиц других видов.

## Описание и этимология
Вид впервые был описан французским малакологом Сандером Раном в 1837 году по материалу из Гвинейского залива. Видовое название ornata означает «украшенная».

## Ареал и местообитания
Вид распространён на атлантическом побережье Африки от Рас-Нуадибу в Мавритании до мыса Фриа на севере Намибии. Мелководный демерсальный вид, встречающийся над песчаным и илисто-песчаным дном на глубинах от 20 до 155 м, преимущественно свыше 50 м.

## Строение
Небольшие каракатицы с длиной мантии до 10 см. Мантия продолговатая, овальная, плавники тянутся по её бокам от переднего до заднего конца. На спинной стороне в основании плавника расположен один ряд крупных пятен винного цвета. В задней части на спинной стороне между плавниками отчётливо видно отверстие подкожной железы.

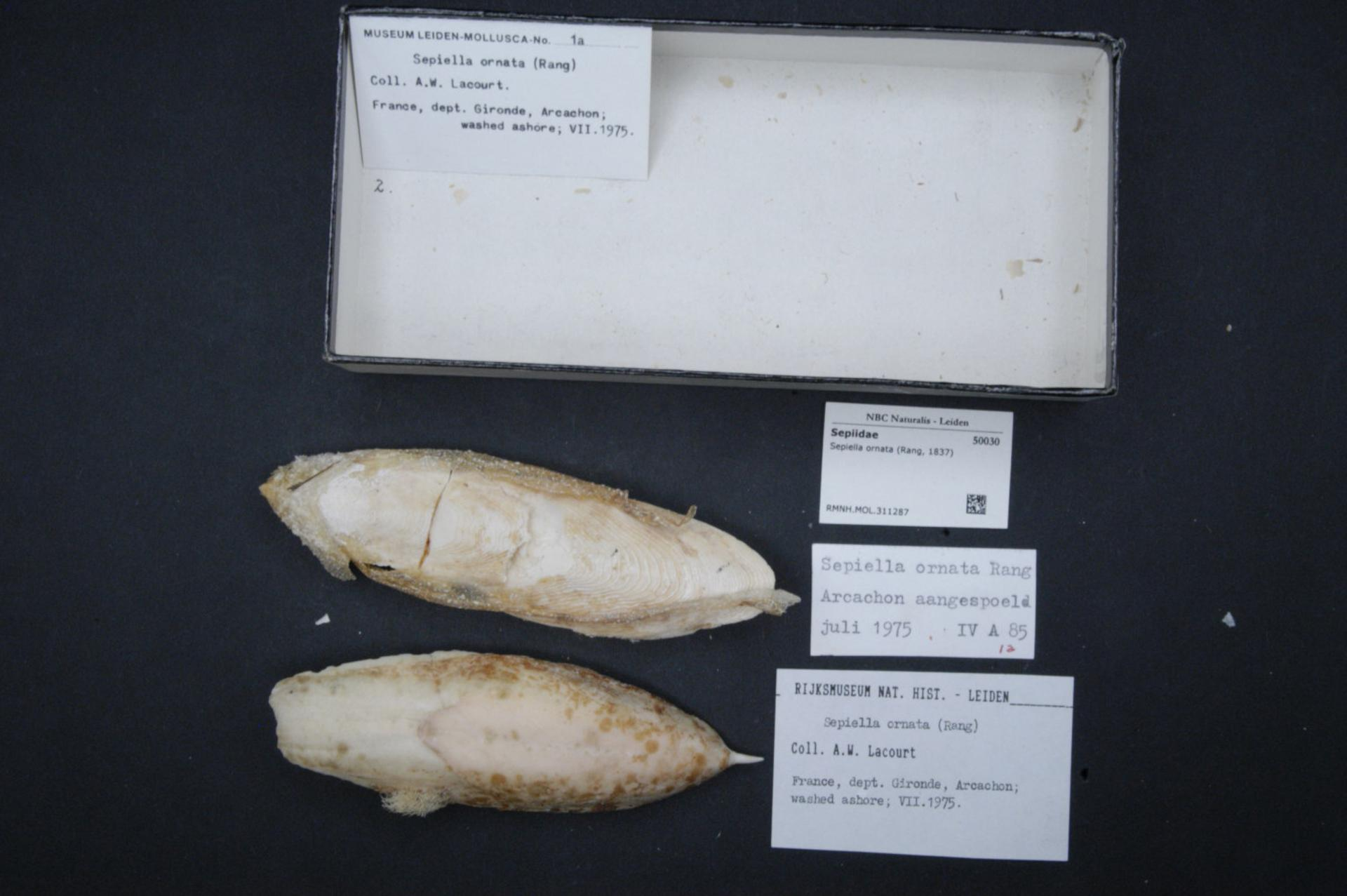
Сепион атлантической сепиеллы (музей «Натуралис», Лейден)

Сепион (внутренняя раковина) существенно короче мантии, расположен только под её передней частью (от двух третей до трёх четвертей длины). Наружный конус сепиона слабо кальцинирован, широкий, крыловидный. Он вогнут с брюшной стороны, передний конец заострён, задний прямой со скруглёнными углами, без шипа.
Присоски на руках располагаются 4 продольными рядами. На булавах пары ловчих щупалец по 10—14 мелких присосок в каждом поперечном ряду. У самцов левая брюшная рука видоизменена в гектокотиль: ротовая поверхность укрупнена и вздута, присоски в её проксимальной части очень редуцированы в размере.